# Arcuphantes rostratus
Arcuphantes rostratus là một loài nhện trong họ Linyphiidae.
Loài này thuộc chi Arcuphantes. Arcuphantes rostratus được Hirotsugu Ono & Kendo Saito miêu tả năm 2001.